# WWJ-TV
WWJ-TV（チャンネル62）は、アメリカ・ミシガン州デトロイトにあるテレビ局で、CBSテレビネットワークが所有・運営している。同ネットワークのCBSニュース・アンド・ステーションズグループ傘下のCW提携局WKBD-TVとの共同所有権の下で、両局はデトロイト郊外のサウスフィールドのイレブン・マイル・ロード（Eleven Mile Road）にあるスタジオを共有し、WWJ-TVの送信所はオークパークにある。
1975年に、ウィリアム・V・バンクス博士とインターナショナル・フリー・アンド・アクセプテッド・モダン・メイソンズ（International Free and Accepted Modern Masons）によって、WGPR（107.5FM）の延長としてWGPR-TVとして設立されたデトロイトのチャンネル62は、アメリカ本土で最初の黒人所有のテレビ局であるという特徴を持っている。黒人コミュニティに対応する野心的な初期の番組編成計画は完全には成功しなかったが、依然としていくつかの地元で注目すべき番組を制作し、完全なスタッフのニュース部門を収容していた。WGPR-TVは、パット・ハーヴェイ、ショーン・ロビンソン、シャロン・ダロネガ・ブッシュ、エイミーア・マクプソンなど、最も著名な同窓生を含む、複数の地元・全国の黒人テレビ司会者や幹部のキャリアの立ち上げを支援した。ラジオ局が現在も使用しているWGPR-TVの初代スタジオは、博物館として保存され、国家歴史登録財に含まれる文化的ランドマークとして認識されている。
1994年、より成功した放送局を確保するのに何度も失敗した後、主要な提携切替が、デトロイト市場で提携局なしでCBSを去ると脅した時、同ネットワークはWGPR-TVを買収し、既存の番組を全て終了しCBSとシンジケート番組を支持し、後にコールレターを、WWJ-TVに変更した。WWJ-TVは、CBSの所有下にある25年以上にわたって、ローカルニュース番組の制作に何度も失敗してきた。1994年〜2001年まで、2002年〜2009年まで、2012年〜2023年まで、「ビッグ3」ネットワークのいずれかが直接所有する唯一の放送局として、重要なローカルニュースのプレゼンスを持たないという疑わしい特徴を持っていた。「CBS News Detroit（CBSニュース・デトロイト）」として知られる完全なニュース部門は、CBSニュースのストリーミングサービスの延長として2023年1月に開始された。

## デトロイトでのチャンネル62の以前の使用
1968年9月15日、WXON-TVはチャンネル62で放送を開始した。WXON-TVは近くのミシガン州ウォールドレイクにライセンスを取得し、チャンネル62で合計4年間運営された。1970年、建設されたものの所有者であるユナイテッド・ブロードキャスティング（United Broadcasting）には運営する財源がなかったWJMYの建設許可を、ユナイテッドの費用413,000ドルで購入した。陸上移動局の関心は売却に反対し、チャンネル20をデトロイト都市圏で使用するために再割り当てすることを求めた。連邦通信委員会（FCC）は1972年6月にこの移動を承認し、WXONは同年12月9日にかつてのWJMY建設許可を使用してチャンネル62からチャンネル20に移動した。

## WGPR-TV

### メイソンズによる建設
WXON-TVがチャンネル62からチャンネル20に移動したことで、前者はデトロイトで再び割り当てられるようになった。1972年10月10日、WXONがチャンネルを明け渡す2ヶ月も経たないうちに、WGPR（107.5FM）の所有者であるW.G.P.R., Inc.は、チャンネル62の新しい建設許可をFCCに申請した。1973年5月31日、FCCは申請を承認した。このアクションを注目に値するものにしたのは、1950年にオハイオ州カントンでウィリアム・V・バンクス博士によって設立され、四半世紀後に350,000人のメンバーを誇った、インターナショナル・フリー・アンド・アクセプテッド・モダン・メイソンズ（International Free and Accepted Modern Masons）によって所有されたという、WGPRの性質だった。1964年にメイソンズが購入したWGPR-FMは、デトロイト都市圏にある黒人所有の3つのラジオ局の1つであり、黒人コミュニティに直接番組を放送する4つのラジオ局の1つでもあった。視聴率が低く、特に日曜日にゴスペル音楽と宗教的な料理に重きを置いていたにもかかわらず、メイソンズは1973年にWGPR-FMに150万ドル（2023年時点の$10,295,352と同等）のオファーを拒否した。
アメリカ領ヴァージン諸島の2つのテレビ局、WSVIとWBNB-TVが黒人所有だったため、WGPR-TVはアメリカ本土で最初の黒人所有のテレビ局となる。バンクスは、デトロイトの黒人コミュニティにとって関心のある項目に焦点を当てた、主に地元で制作された番組とニュースのスケジュールを約束し、「ジェット」に、WGPRは「黒人及び関連する民族グループの問題、目標、願望、成果に深く浸透する」と語った。黒人が完全に所有し運営するテレビ局の追求には、メリットがないわけではなかった。1975年の「ケーブルラインズ（Cablelines）」の調査によると、黒人は週平均30時間、白人は週21時間テレビを視聴し、黒人の子供は毎日7時間テレビを視聴していた。一方、バンクスは、100万ドルで売りに出されていたWXON-TVの購入を検討していたが、フォード財団とデトロイトの4つの銀行は、彼の資金調達を拒否したなど、バンクスのテレビ局の追求は、デトロイトの以前のチャンネル62とも関係があった。これに続いて、WJMYの買収が試みられたが、代わりにWXON-TVに売却され、チャンネル62からチャンネル20に移行された。
建設には2年近くかかったが、その理由の1つは、貸し手がWGPRの立ち上げ資金を調達するための資金を貸したがらなかったことである。しかし、1975年にメイソンズが事業資金を調達するために所有する不動産を別の場所で売却したため、作業は加速した。イースト・ジェファーソン・アベニュー3146番地にあるかつての工業用オフィスビルは、WGPRのラジオとテレビを収容するために購入され、連邦政府の支援により、新しい送信施設の建設に必要な鉄鋼の購入が促進された。放送は1975年9月29日正午に始まり、ジェラルド・R・フォード大統領とロバート・P・グリフィン上院議員の挨拶が収録された。フォードは演説で、「WGPRは、黒人企業の成功の象徴となるだろう。これは、放送業界だけでなく、アメリカ社会にとっても真のランドマークである... WGPRが放送される時に、直接あなたと一緒にいられたらいいのにと思う」と述べた。バンクスは、フォードがメイソンズの官僚的なお役所仕事を取り除き、鉄鋼購入に関するペンタゴンからの既存の指令を覆すのを助けたことを認めた。「デトロイト・フリー・プレス」は、1975年10月3日の社説で、WGPRの開局を「この地域の電気通信産業全体に新たな次元と地位を追加した」と歓迎した。

### ローカルに焦点を当てた開局

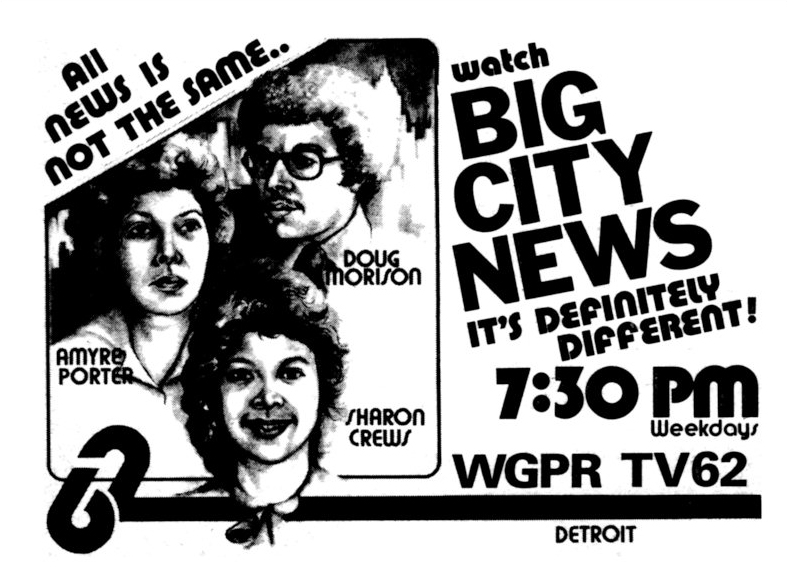
アミール・（ポーター・）マクプソン、ダグ・モリソン、シャロン・クルーズは、1976年にWGPR-TVの毎晩の『Big City News』を紹介した。

チャンネル62は、黒人のタレントと番組が不足しているテレビ環境にデビューした。これは、シンジケート番組と広告の分野で最も顕著だった。WGPR-TVの販売担当副社長であるジェームズ・パナゴス（James Panagos）は、黒人の広告販売員を雇うことができなかったため、テレビ販売のプロフェッショナルを養成する学校を設立した。一部の白人従業員は、それの分野で黒人従業員を訓練するという条件で雇われた:38。全国的な景気後退にもかかわらず、WGPR-TVは大手自動車メーカーや百貨店のシアーズ、Kmartなどの国内企業から125,000ドルの広告契約を確保することができ、最初の1年間の全ての運営費を賄うことができた。WGPRの最初の40日間のオンエアで、さらに30万ドルが調達された。
ビル・コスビーのドラマ『アイ・スパイ』の再放送が最も知名度の高い番組であり、WGPR-TVで黒人俳優が主演した唯一の番組であるなど、シンジケーション市場で放送局の約束を果たす番組は殆どなかった。『アイ・スパイ』、『ローハイド』、『アップ・アンド・カミング』が放映されたのは、番組が黒人を敬意を持って受け入れられるように扱っていると経営陣が感じたからである。その結果、チャンネル62はローカルの番組制作に大きく依存し、その殆どはゼロからのものだった。提案された番組には、バーを舞台にしたメロドラマ『A Time to Live（ア・タイム・トゥ・ライブ）』、スタジオの観客が参加する朝の生番組『The Morning Party（ザ・モーニング・パーティー）』、子供向け番組『The Candy Store（ザ・キャンディー・ストア）』、その他の公共サービス番組が含まれていた。番組ディレクターとして1970年にWGPR-FMに入社した番組担当副社長のジョージ・ホワイト（George White）は、WGPR-TVが「完全な制作会社として運営される」と自慢した。ビル・ハンフリーズ（Bill Humphries）は、地元の陸上競技と高校スポーツに焦点を当てた『Speaking of Sports（スピーキング・オブ・スポーツ）』のホストを務めた。コンラッド・パトリック（Conrad Patrick）は、WGPRの15人の白人従業員の1人で、スタッフは48人で、『Countdown（カウントダウン）』というゲーム番組のホストを務めることを計画していた。『アボット・アンド・コステロ・ショー』、『それ行けスマート』、『フィリックス・ザ・キャット』などの追加のシンジケートサービス、及び様々なB級映画がスケジュールの残りの部分を占めていた。開局前、プエルトリコのある配給会社は、『A Time to Live』と『The Scene（ザ・シーン）』をアルゼンチンとカリブ海地域に国際的にシンジケートすることに関心を持っていた。WGPR-TVとWEWS-TVが共同制作した『ブラック・オン・ブラック（Black on Black）』やジェームス・ブラウンのシンジケートバラエティシリーズ『フューチャー・ショック』など、黒人に焦点を当てた広報番組もいくつか放送された。
1つの番組、生放送のダンスミュージック番組『The Scene』は、WGPRラジオの成功を利用し、最も成功したものの1つで、スターが収録のために到着するのを見るために、車がジェファーソン・アベニューを詰まらせることがあった。『Scene』の共同ホストであるナット・モリス（Nat Morris）は、元々1972年にWGPR-FMのために雇われ、音楽を再生するように指示されただけで、カメラはずっとダンサーに焦点を合わせていた。多くの場合、『アメリカン・バンドスタンド』や『ソウル・トレイン』と比較されるこの番組は、ジョージ・ホワイトが「エレクトロニック・ソシオロジー（Electronic sociology）」と呼んだコンテストで、複数の人気エリアダンスの動きに影響を与えた。フルタイムのタレントコーディネーターが、ステージ上でダンサーになる見込みのある人へのメールによるリクエストを処理し、歌手やミュージカルアクトを予約する責任を負っていた。ジェームス・ブラウン、ギャップ・バンド、ザ・タイム、ジャーメイン・ジャクソンは、番組の最も注目すべき音楽ゲストの1人だった。当時ザ・タイムの一員だったプリンスも、WGPR-FMで大いに宣伝され、彼とバンドの両方からいくつかのゴールド・レコードが同局に贈られた。ナット・モリスが休暇を取った際、パナゴスは、1976年に営業アシスタントとしてWGPR-TVに入社したパット・ハーヴェイを、モリスの「ザ・ディスコ・レディ（The Disco Lady）」と呼ばれる代理ホストに指名した。『The Scene』に出演するだけでなく、ハーヴェイはWGPR-FMで毎日5分間の広報番組のホストを務めた後、同市場のCBS提携局であるWJBK-TV（チャンネル2）のコミュニティ問題部門に加入した。ハーヴェイはその後、シカゴのWGN-TVとロサンゼルスのKCAL-TVのニュースアンカーとして大きな成功を収め、1995年には複数年にわたる100万ドルの契約に署名した後、後者の放送局で国内で最も高給の黒人ニュースアンカーになった。別の初期の番組、『Rolling Funk（ローリング・ファンク』もダンスミュージックを特集していたが、ローラーダービー環境で、ミシガン州インクスターのローラーリンクで収録された。この番組は、シンジケーションを希望する黒人所有の制作会社によって独自に制作された。
ニュースの分野では、WGPR-TVの約束により、ジェリー・ブロッカー（Jerry Blocker）は市のNBC提携局であるWWJ-TV（チャンネル4）から引き離され、1967年にデトロイト初の黒人ニュースマンになった。『Big City News』は当初、1日2回放映され、町の3つのネットワーク提携のテレビニュースルームが取り上げなかったトピックをカバーすることを意図していた。『Big City News』はデトロイトの都市人口をターゲットにし、黒人を不釣り合いにカバーする犯罪報道により関心があった郊外の視聴者を避けた。ブロッカーは、「語られていないネガティブなニュース記事とポジティブなニュース記事がたくさんあり、それが私たちが取り込もうとしているものである」と説明した。黒人コミュニティ、社会的擁護の問題、コミュニティイベントに関する前向きなニュース記事に重点が置かれた。シャロン・クルーズはWGPR最初の気象プレゼンターであり、後にWKBD-TVの22:00のニュース番組のホストとなったアミール・マクプソン（née ポーター（Porter））は、WGPR-TVのニュース部門でキャリアをスタートさせた。かつて広報で働いていたマクプソンは、彼女がアンカーを務めていた正午のニュース番組が資金不足のために30日後に終了された時に解雇されたが、彼女は次の18ヶ月間WGPRで志願し、後に「テープなしでドアに入ることはない...どこかからテープを取得する必要がある」と説明した。従業員はしばしば同様の方法で仕事に就いた。後にWKBD/WWJ-TVのプロデューサーとなったケン・ブライアント・ジュニア（Ken Bryant Jr.）は、カメラマンとして雇われていたが、最終的に『Big City News』初版のディレクターになった。WGPR-TVにニュース部門が存在するだけで、ネットワーク提携局の黒人ライター、アンカー、ソースの数が増加したとされている。映画を完全に避けて、ニュース収集の目的でビデオテープを使用したのは、デトロイトで最初のテレビニュース事業であるなど、『Big City News』の1つの分野は技術的に革新的だった。

### 財政的・技術的課題
WGPRの初期の数ヶ月は非常に荒れていたため、アミール・マクプソンの状況は特別なものではなかった。技術的な失敗はよくあり、放送時間は短縮された。バンクスがWGPRがあまりにも多くのお金を失っていると感じた時、番組編成計画は僅か1ヶ月後に縮小された。WGPR-TVが、既存の黒人視聴者を市場の他のチャンネル（5つはデトロイトに、2つはカナダ・オンタリオ州ウィンザーにライセンスされている）から引き付けることで、すぐに視聴率に影響を与えるという期待は実現しなかった。コマーシャル、特にWGPR-TVに誓約を行った国内クライアントからのコマーシャルは、正しく再生されなかったか、機器が不十分なために全く再生されなかった。特にゼネラル・モーターズは広告を撤回したが、WGPRがお金を保持することを許可した。バンクスの娘で、WGPRの副社長であるテニシア・グレゴリー（Tenicia Gregory）は、運営を手伝うために大学の教官の仕事を辞め、初期の苦闘にもかかわらず決して離れなかった。グレゴリーは後に、「テレビは私たちの誰もが思っていた以上のものであることが判明した...（1975年）の終わりに、私がそこから離れられないことは明らかだった。それは不可能だった」と述べた。

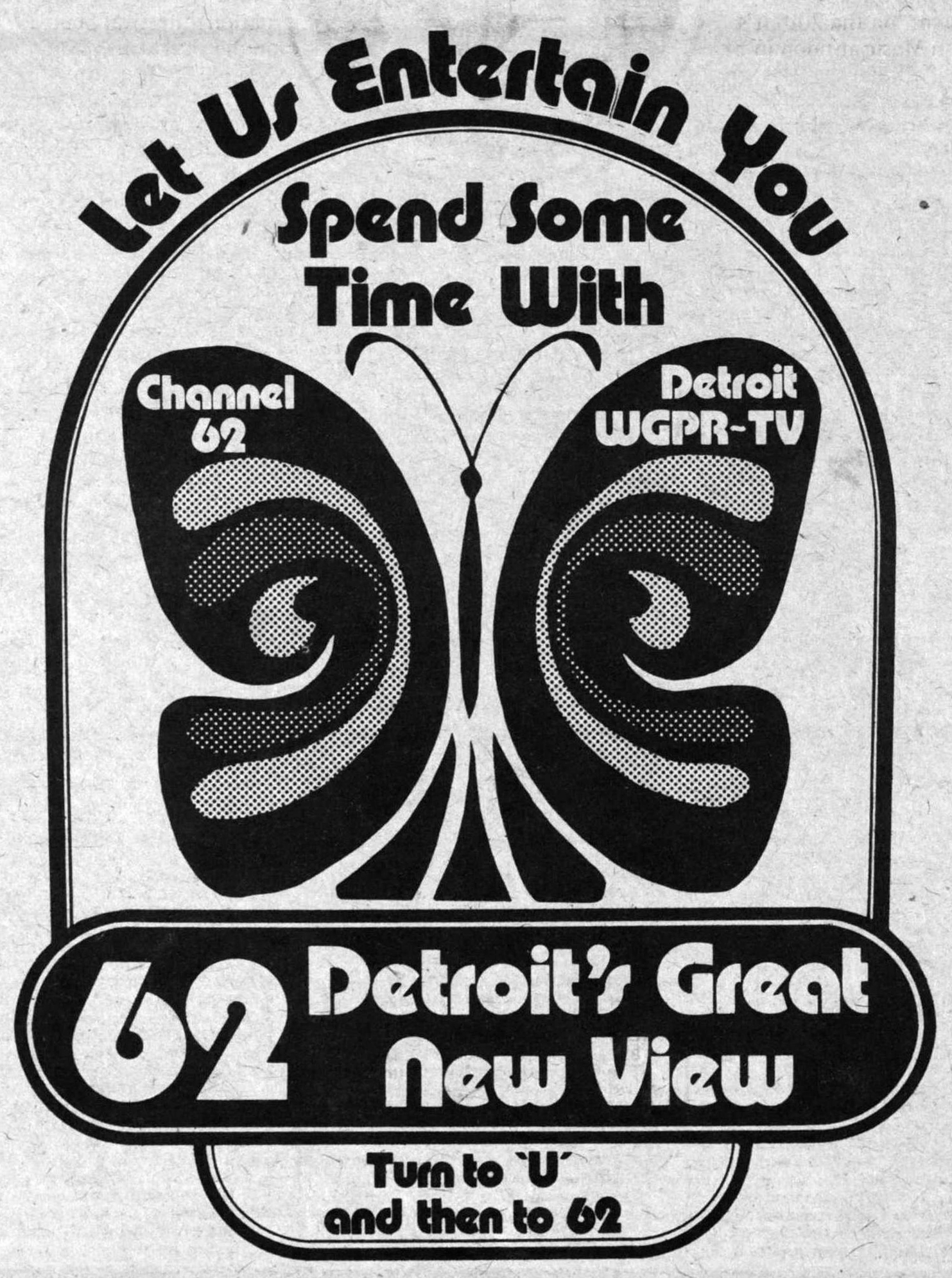
1976年のWGPR-TVの印刷広告で、「蝶」のロゴが表示されている。

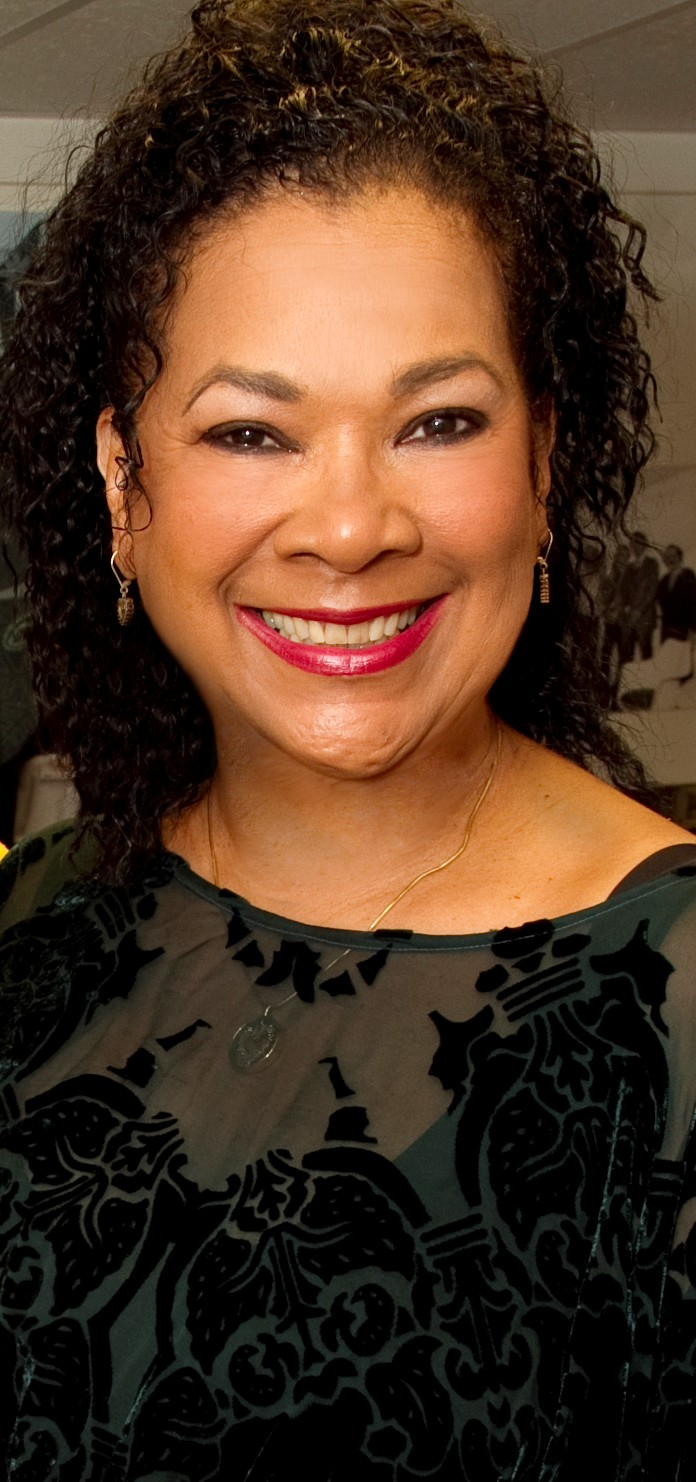
2012年のシャロン・（クルーズ）ダロネガ・レイフォード・ブッシュ。

バンクスはかつて90%の現地生産を約束していたが、1975年末にはその数字は30%に達していた。スター番組である『A Time To Live』は、ライター（どちらも「デトロイトニュース」の黒人記者）が関与した利益相反論争により大幅に遅れ、最終的には他のいくつかの発表された番組と共に放映されることはなかった。ニュース部門は12人から6人に減り、ブロッカーは医師の助言により1年も経たないうちに退職し、シャロン・クルーズは1976年末にWGHP-TVに加入するために退職したなど、WGPR-TVで大幅な縮小と再編成が行われた。全体として、1977年7月までに給与は月35,000ドルから18,000ドルに引き下げられ、その他の緊縮策も講じられた。WGPRは、機器の没収と閉鎖の脅威の中で、最初の1年間のオンエア中に、週に15,000ドル（2023年には8.49万ドルに相当）もの損失を被った。送信所は1976年8月の雷雨の後で損傷を受け、修理が行われている間、WGPRは週末全体にわたって放送を停止することを余儀なくされた。使用された2台のカメラ『The Scene』のうちの1台のカメラチューブの交換は、35,000ドルの費用が法外であると見なされたため、行うことができず、カメラからの画像が一致しなかった。ビデオテープを使用するという技術革新でさえ、継続的なワイプにより障害となり、オンエアの全体的な品質が低下し、WGPRの初期の年の多くが失われた。
1977年、ある放送局の副社長であるユリシーズ・W・ボイキン（Ulysses W. Boykin）は、合衆国上院通信通商小委員会で「アメリカ合衆国では陰謀があり、黒人の少数派がラジオやテレビの所有権に有意義な参加をすることを防いでおり、[そして]これらの黒人所有の局が事業の公正なシェアと資金調達を得るのを妨げている」と証言した。チャンネル62は言うまでもなく、黒人が所有するメディアと提携する意思がある、または動機付けられている白人所有の企業はほとんどなく、生産できるローカル出力の量がさらに制限されたため、広告は引き続き主要な障害だった。しかし、1つの大きな問題は、WGPRの制御をはるかに超えていた。デトロイトの全体的な人口の減少と、同時に増加する黒人人口（1976年までにケンタッキー州ルイビルやテネシー州ナッシュビルよりも多かった）と、全体的な経済的投資の減少が相まって、黒人起業家の機会が減少した。1970年代半ばのデトロイトにおける黒人資本主義に関するある分析では、黒人経営のビジネスの90%が最初の5年間で経営陣の経験不足、資本不足、劣悪な立地、ローンを提供したがらない銀行員の組み合わせによって失敗したことが分かった。それでも、いくつかの広告代理店は、最小限の評価にもかかわらず、WGPR-TV と提携した。ヤング&ルビカムの代表であるジュディ・アンダーソン（Judy Anderson）は「評価はない。あなたの勘と経験で行かなければならない...私は、できる限り闇市場に対処することを信じている」と説明している。

### 宗教と創造性に目を向ける
しかし、バンクスは宗教牧師に時間を仲介することで、WGPRを存続させることができた。メイソンズ、特にバンクスは、深い宗教的信念を持ち、キリスト教の信念と価値観の下で活動していた。メイソンズが1964年にWGPR-FMを購入した時、バンクスはコールサイン（元々は「Grosse Pointe Radio」の略だった）に「Where God's Presence Radiates（神の存在が放射する場所）」という別の意味を与えた。放送時間を購入した最も初期の全国の牧師の中には『PTLクラブ』があり、1976年までにチャンネル62で1日4時間放映され、WGPRで最も人気のある宗教番組の1つになった。1977年までに、『PTLクラブ』はWGPRで週24時間を購入し、月額36,000ドルを稼ぎ出した。様々な民族グループもWGPR-TVで放送時間を購入した。『Arab Voice of Detroit（デトロイトのアラブの声）』は、ファイサル・アラボ（Faisal Arabo）がホストを務める毎週土曜日夜の番組で、デトロイト都市圏のアラブ語コミュニティとアメリカ最大の都市の1つであるイラク系アメリカ人人口を対象としていた。アラボは、WJLB（1400 AM）で同様のラジオ番組のホストを務めた後、1979年6月に『アラブ・ボイス（Arab Voice）』を立ち上げた。チャンネル62は、『Dino’s Greece』、『Polish Panorama』、『Romanian Variety』など、他の民族向けの番組も放映した。このような番組は、1976年初頭にまでさかのぼって導入されていた。これらの番組は、十分なサービスを受けていない他のマイノリティの声にWGPR-TVを開放したが（バンクスはWGPRのライセンス申請書で約束した）、これは、WGPRを特別な利益のための本拠に変え、黒人コミュニティを無視していると批判された。
取り上げられたテレビ伝道師のチャンネル62の一部は物議をかもした。リチャード・ブルックス（Richard Brookes）は、1977年12月に日曜日午後にデビューし、最終的に2つの平日の番組を追加した『Faith for Miracles』のホストを務めた。ブルックスの放送中の存在は、1979年8月20日の「デトロイト・フリー・プレス（Detroit Free Press）」の1面の記事で、カントンの放送局WJAN-TVとクリーブランドの広告代理店への多額の未払い債務と共に、配偶者虐待、姦淫、暴力の歴史を明らかにした後、精査され、彼の番組は、寄付が失われた後、数週間後に終了された。日曜日夜の番組のホストを務めたローレンス・J・ロンドン（Laurence J. London）牧師は、1982年6月に売春と勧誘の罪でバーミンガム警察に妻と共に逮捕された。ジェリー・ファルウェル・シニアの『ジ・オールド＝タイム・ゴスペル・アワー』はWGPR-TVでも取り上げられ、1985年にファルウェルが英国国教会大主教デズモンド・ツツを南アフリカの黒人と彼の反アパルトヘイトの立場を代表して「偽物」と呼んだ時に注目を集めた。テニシア・グレゴリー（Tenicia Gregory）は、WGPRのファルウェルの放映を擁護し、「私たちが個人的に信じていない意見を持つ全ての番組を拒否すると言うなら、放送することはできない...私たちが持っている全てのマイノリティを訓練し、..公共の代替番組と黒人の視点からの番組を提供する」と述べている。ある教会は、チャンネル62の有料放送時間を斬新な方法で使用した。メトロポリタン教会は1981年11月7日の募金活動のためにWGPR-TVのプライムタイムを1,200ドルで購入したが、これは教会の全てのメンバーが一貫して出席したわけではないため、会衆のみに限定されていた。1時間の番組で404,902ドル（2023年時点の$1,356,985と同等）が集まった。
1977年にはチャンネル62の魅力を広げるためにオールナイト映画も追加され、市場で初めて24時間営業の放送局となった。ホラーホストのロン・「ザ・グール」スウィードは、以前にWXONとWKBD-TVで放映された後、1978年1月6日に彼のZ映画/コメディ番組をWGPR-TVに移したが、番組は同年6月までに静かに終了された。1979年2月3日にデビューしたカレン・ハドソン＝サミュエルズ（Karen Hudson-Samuels）がホストを務める週刊番組『Black Film Showcase（ブラック フィルム ショーケース）』は、ブラックスが出演する長編映画を中心に、スターのプロフィールとパネルディスカッションを行った。デトロイト下院のチャールズ・ディグスは、WGPRの公共サービス提供の一環として、ワシントンD.C.から収録されたパネルディスカッション番組である『Diggs' Washington Forum（ディグス・ワシントン・フォーラム）』のホストを務めた。バンクスは、ディグスがカナダ・ラジオテレビ通信委員会（CRTC）との条約を修正して、カナダで放送局を無線で視聴できるようにするのを手伝った後、「我々は彼に恩義を感じているので、彼を助けるためにできることをした」と言って、時間枠を提供した。父親のことを「Dr. Banks」と頻繁に呼んでいたグレゴリーは、後にアドバイスを求めるたびに父親の延期を振り返り、自分で決定を下すことの重要性を教え込んだ。ナット・モリスは、バンクスがかつて『The Scene』の新しいセットは必要ないと主張し、「セットはショーではない」というたとえ話で主張したことを思い出し、モリスにもっと実質的な方法でショーに集中するよう促した。
しかし、お金を稼ぐための1つの潜在的な方法は、上手くいかなかった。1979年、WGPRは、カナダの通信会社キャンウェスト・キャピタル・コーポレーションの関連会社であるユニバーサル・サブスクリプション・テレビジョン（US-TV）に、WGPR-TVで放送される可能性のあるサブスクリプションテレビジョンサービスの権利を売却した。当時、ユニバーサルはボストンのWQTVで1つのサブスクリプション事業を運営しており、ロングアイランドやミネアポリス、カリフォルニア州サクラメントなど、他のいくつかの地域で事業を行う許可を保持していた。1981年、US-TV はカリフォルニア州サンタモニカのサテライト・テレビジョン&アソシエイテッド・リソースによって2つの部分で買収された。最初の買収には、カリフォルニア州サンノゼのWGPR-TVとKSTSKSTSの未構築のフランチャイズが含まれていた。しかし、おそらくデトロイトにはすでに2つのそのようなオペレーターが配置されていたため、そのような有料サービスは実現しなかった。しかし、8年目までにチャンネル62はついに利益を上げ、週60時間以上のローカル番組を提供するようになった。WGPRはまた、1981年にミシガンステート・スパルタンズ男子バスケットボールチーム、WDIV-TVによる『Major League Baseball on NBC』の試合、WJBK-TVによる『NBA on CBS』の試合、1981年のアストロ＝ブルーボンネット・ボウルのミズルー・テレビジョン・ネットワークの報道から始めて、様々なスポーツイベントの放送を開始した。

### バンクスの死後
ウィリアム・V・バンクスは1985年8月に82歳で亡くなった。バンクスの死はメイソンズの間で短期間の論争を引き起こし、1986年3月にはロッジの46人のメンバーが、ウィリアムの未亡人であるアイビー・バンクス（Ivy Banks）が WGPR放送局群の財政状況に関する情報を一切否定したと主張して訴訟を起こした。原告の1人は、ニューヨーク州ナイアガラフォールズ出身の会計士でユニオン・カーバイドの元従業員であるジョージ・マシューズ（George Mathews）だった。チャンネル62の一方的な申し出も受けたが、最も顕著なのは、ランシングのテレビ局の所有者であるジョエル・ファーガソン（Joel Ferguson）が率いるハート・オブ・ダウンタウン・テレビジョン（Heart of Downtown Television）と呼ばれる会社からの入札であり、元ボクサーのトーマス・ハーンズと元バスケットボール選手で将来のデトロイト市長であるデイブ・ビンが含まれていた。アナリストは、WKBDが2年前に7,000万ドルで売却されたことを指摘し、番組編成と機器への僅かな投資でさえ、放送局がWXONとWKBDに格付けと収益の脅威をもたらすことができると信じていた。1985年2月のアービトロン視聴率では、WGPR-TVが全てのカテゴリで最下位にランク付けされていたが、デトロイトのメディア市場でチャンネル62にチューニングされたテレビは全体のわずか1%だったが、1984年のWGPRラジオとテレビの合計利益率は31%であり、平均的なUHF放送局の全米放送事業者協会（NAB）平均の18.8%をはるかに上回った。
売却は実現せず、裁判官がメイソンズに有利でアイビー・バンクスに不利な判決を下した後、マシューズはデトロイトに移り、WGPR-TVを運営し、ニューヨークのメディアアナリストであるピーター・アパート（Peter Appert）によると、市場で有意義な視聴者シェアを主張しようとさえしていなかった放送局を改善した。その後、マシューズがゼネラルマネージャーとして交代したテニシア・グレゴリー（Tenicia Gregory）は、マシューズを訴え、アイビー・バンクスはメイソンズに130万ドル（2023には 349万ドルに相当）の未払いローンを求めて反訴した。放送のバックグラウンドがなく、新しい仕事で「有能で忠実な」人々に頼っていたことを「エボニー」誌に認めたマシューズは、最近のいくつかの購入品が高騰した価格であると見なされた後、テレビ局の市場が冷え込み始めたため、放送局を引き継いだ結果、マシューズはWGPRを短期間市場から撤退させた。ベテランのブロードキャスターであるドン・ヘイニー（Don Haney）は、WGPRが有料の宗教番組に重点を置いていることは、競争力のある姿勢から改善するために変更する必要があると予測した。1987年6月までに、パナゴス（Panagos）は、WGPRが秋までに一般的な娯楽番組と映画をスケジュールに追加することを確認したが、プログラムディレクターのジョー・スペンサー（Joe Spencer）は後に、WGPRが「特別な関心のラベルを回避する」つもりであることを認めた。WGPR-TVが平日に1日3回放送し続けていた『PTLクラブ』が、元ホストのジム・バッカーをめぐる論争に巻き込まれた時、WGPRのプログラムディレクターであるジョー・スペンサーは、抗議や支持の電話は受けなかったと述べた一方、パナゴスは、牧師が126,945ドルを負担しているにもかかわらず、WGPR-TVは番組を終了しないと主張した。

### 変化と論争
1987年12月31日、WGPR番組編成の主力番組の1つが終了した。『The Scene』はラインナップから削除され、同様のダンスミュージック番組であるが新しい音楽に焦点を当てた『Contempo（コンテンポ）』に置き換えられた。『ザ・ニュー・ダンス・ショー』も1988年にWGPR-TVで『The Scene』の非公式の後継としてデビューし、R・J・ワトキンス（R.J. Watkins）がプロデュース及びホストを務め、平日18:00に放送された。『The Scene』のディスコの影響とは対照的に、『ザ・ニュー・ダンス・ショー』はテクノやハウスミュージックに重点を置き、クラフトワークからツー・ライヴ・クルー、CeCe Penistonに至るまで幅広い音楽を選択した。『ザ・ニュー・ダンス・ショー』と『Video Request（ビデオ・リクエスト）』の両方を制作したワトキンスは、最終的に両方の番組を衛星経由で40以上の異なる市場にシンジケートすることになり、ワトキンスは1992年4月10日にステート・シアターでキックオフパーティーを開催し、WGPR-TVが生中継した。この間、チャンネル62は、ミシガン州南東部の他の専門視聴者を対象としたいくつかの番組も追加した。1986年8月、WGPRは主に外国語の字幕付き番組を夜通し4時間放送し、既存の現地ベースの民族番組を補完するものだったインターナショナル・テレビジョン・ネットワーク（International Television Network）の放送を開始した。ミシガン・ウルヴァリンズフットボールチームとイースタン・ミシガン・イーグルスフットボールチームのテレビ放送も追加された。しかし、1989年に、R・J・ワトキンスなどの有望な地元の努力にもかかわらず、根強い技術的欠陥、機器の問題、及び依然として宗教的な料金に重くのしかかっている不均一な番組編成構造について批判されていた。
1989年、ジョン・バロンは『Detroit Monthly（デトロイト・マンスリー）』に、チャンネル62の番組を24時間視聴する記事を書いた。彼は、WGPRの折衷的な出力を、専門番組の「ビデオ動物園（Video menagerie）」、珍しい地元の説教者（うちデトロイト出身のジャック・ヴァン・インペ）、「身代金を求めるテロリストに期待するものを思い起こさせる」生産価値を持つ地元で制作された番組、及び「奇妙なものの愛好家のための小片」である安価なローカル広告（30秒間で35ドルという安さ）として説明し、それを「デトロイトの時代精神、都市の文化的影響の全範囲、その希望、その夢、そして売りたいものの全範囲」として要約されている。

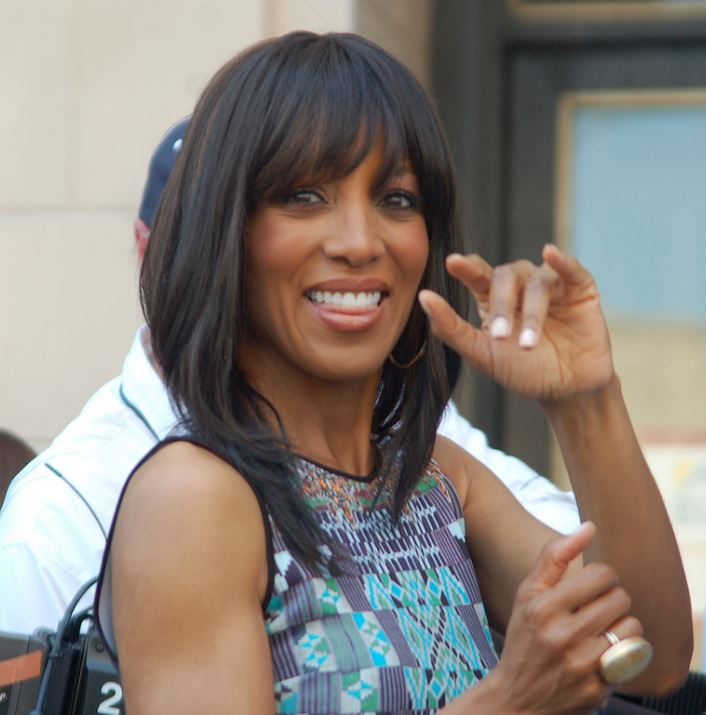
ショーン・ロビンソンは、WGPR-TVでニュースリポーター、アンカー、トーク番組のホストとしてメディアキャリアをスタートさせた。

その番組は、ショーン・ロビンソンがホストを務めたことで最も有名なトーク番組『Strictly Speaking（ストリクトリー・スピーキング）』を除いて、視聴者やコミュニティの注目を集めることはめったになかった。ロビンソンはキャス工科高校とスペルマン・カレッジを卒業後、最初は『Big City News』のリポーターとしてチャンネル62に参加したが、すぐに『Strictly Speaking』という話題のトーク番組に出演し、あるメディアが彼女を「私たち自身のオプラ」と呼んでいた。ロビンソンは1989年3月にWGPR-TVを去り、フリントのWEYI-TVの夕方の共同アンカーに就任した。彼女の後任であるダリエス・（カミングス）チザム（Darieth (Cummings) Chisholm）は、ある講演会で「オプラの代わりになりたい」と自慢していた。リタ・クラークがホスト役を務めた1990年版の番組で、新アフリカ人民機構のクワメ・ケニヤッタは、イスラエルの「南アフリカとの不浄な同盟」であると彼が主張したことについてコメントし、その結果、組織は殺害の脅迫を受け、WWJラジオによる論争の報道を受けた。数ヶ月後、ファイサル・アラボの番組『Arab Voice』は、1990年10月と12月にサッダーム・フセインに会うためにアラボが2回イラクを訪れ、最初の旅行で14人の人質が解放された時に、望ましくない注目を集めた。湾岸戦争による世論により、アンハイザー・ブッシュは『Arab Voice』のスポンサーシップをやめたが、アラボは自身の番組に政治的傾向があることを否定した。
WGPR-TVはまた、様々なネットワーク番組を取り上げました。WJBK-TVが放送を拒否した深夜にCBSの『パット・サジャク・ショー』を放映し、WDIV-TVが番組を削除した後、1991年にNBCメロドラマ『サンタバーバラ』を追加した。1992年9月にWJBK-TVが『CBSディス・モーニング』を削除して、朝のローカルニュース放送を開始した時、WGPR-TVは翌月に取り上げた。1985年に地域内の全ての放送局を放送することを地元のケーブルシステムに義務付ける必須の規則が撤回された後、WGPR-TVはマコーム - セントクレア郡線のハロン・ケーブル（Harron Cable）システムとグロス・ポイント・ケーブル（Grosse Pointe Cable、後者はC-SPAN2を搬送するために1991年にチャンネル62を削除した）の2つの郊外のシステムで放送を失った。
1992年5月、WGPRラジオとテレビの非管理職従業員の1人を除く全員が、不公平な労働条件を理由に、全米自動車労働組合（UAW）との組合結成に投票した。ある匿名の従業員は「デトロイトニュース」に、「経営陣があなたの外見や『こんにちは』の言い方が気に入らなければ、あなたは去っていった」と語った。UAWは、経営陣が交渉を拒否し、全ての交渉セッションを記録するよう要求したと主張して、全米労働関係委員会（NLRB）に苦情を申し立てた。同年9月、ニュース部門は解体され、11人の従業員全員が解雇され、経営陣は景気後退を非難したが、元従業員は解雇は組織活動に対する報復であると主張し、NLRBは労働者に有利であると判断し、賃金の返還と復職を勧めた。1992年12月の「ミシガン・クロニクル」の記事によると、マシューズはメイソンズ、特にWGPRを「鉄の拳」で運営し、女性を優遇していると評判でした。スケジュールからローカルニュース放送が失われたため、WGPR-TVは様々なオフネットワークの再放送を追加し続けた。1993年7月の編成変更により、地元のニュース番組やシットコムの裏番組として、夕方に『事件記者ルー・グラント』、『サンフランシスコ捜査線』、『コンバット!』が放送された。WGPR-TVのライセンス更新は、FCCが子供向け番組の教育・情報の基準を満たしていないとして挙げた7つのテレビ局の1つだったため、1993年に一時的に延期された。

### CBSが呼んで来る
1994年5月23日、デトロイトのCBS提携局WJBK-TVの所有者であるニュー・ワールド・コミュニケーションズは、12局をCBSからFOX提携に変更する契約に達したと発表した。この取引は、CBSがナショナル・フットボール・カンファレンスのフットボールの試合の権利をFOXに失った直後に行われ、ニュー・ワールドは、デトロイトを含むNFCフットボールチームの本拠地である市場で、主にCBS提携局を所有していた。その結果、CBSは影響を受けた各市場で複数の新しい提携局を見つける必要があったが、それはデトロイトで行うよりもはるかに容易であることが判明した。3ヶ月間、CBSは、新しい提携パートナーを見つけるため、または買収する放送局を特定するために、利用可能なほぼ全てのオプションを調査し、使い果たした。まず、同ネットワークは、NBCとABCの提携局であるWDIV-TVとWXYZ-TVを、既存の提携関係から引き離そうとした。しかしそうはせず、NBCとABCの両方が同2局と契約更新を交渉し、ネットワーク補償の支払いが4倍から5倍に増加した。ABCがWXYZ-TVと契約を更新した場合、WXYZの親会社であるスクリップス＝ハワードが他のいくつかの都市で所有する放送局との追加契約が確保された。

VHF放送局をおびき寄せることができなかったCBSの次のターゲットは、WKBD-TVだった。紙の上では、チャンネル50は特に、発信元のFOX提携であり、既にローカルニュースを制作していたため、CBSにぴったりだった。しかし、WKBDはその前年にパラマウント・ピクチャーズに買収されており、パラマウント・コミュニケーションズは1995年1月にWKBDをチャーター提携としてUPNを開始する準備をしていた。伝えられるところによれば、パラマウントは1億2000万ドルから1億3000万ドルの申し出を断った。その後、CBSはWXON-TVにアプローチし、WXONのステーションマネージャーによると、同ネットワークは購入よりも買収に関心があるようで、チャンネル20の所有者が同局の価値（2億ドルと報告されている）と考えていた金額の半分を提供した。CBSはまた、フランク・アデル（Frank Adell）が所有する独立局であるWADL（チャンネル38）にも連絡を取った。アデルはCBSに興味を持っていたが、CBSは彼に悪い取引を提示した。アデルは、ネットワークが新しい提携と行っていた他の取引に沿って、5年間と報酬を求めたが、同ネットワークは報酬の支払いなしで1年間アデルを提供しただけだった。デトロイトに対するCBSの懸念は非常に大きかったため、同ネットワークは危機管理計画も実行した。1994年6月、ネットワークはサギノー - フリント地域のUHF放送局WEYI-TVからVHF放送局WNEM-TVに切り替える契約に達した。
既に『CBSディス・モーニング』を放送していたWGPR-TVで、CBSは最終的にデトロイトに本拠地を見出したが、「デトロイト・フリー・プレス」のマイク・ダフィー（Mike Duffy）は同ネットワークの「最後の手段」と名付けた。1994年9月23日、CBSはWGPR-TVを2,400万ドル（2023年の4934万ドルに相当）で購入し、売却が承認されるまで、ローカルマーケティング契約に基づいてチャンネル62を運用すると発表した。この買収により、140の新しい雇用が約束され、他のネットワーク提携との同等性を達成するために、放送局の信号をアップグレードするという即時のプッシュがもたらされた。また、オンタリオ州ウィンザーのケーブルシステムからの差し迫った撤去からも、1995年初頭に開始される新しいカナダのケーブルチャンネルに道を譲るためにチャンネル62を廃止する計画を回避することができた。CBSの買収は、ネットワークの強迫観念と、放送局のチャンネル数が多く、都心部以外では比較的知名度が低いことから、全国的な見出しになった。WGPR-TVの歴史を知らなかった1人の無名の同ネットワーク幹部は、「ニューヨーク・タイムズ」の記者ビル・カーター（Bill Carter）に「この放送局にはニュースも歴史もない」と語った。
1994年12月11日、WGPR-TVはデトロイトの新しいCBS提携局となり、最初の10週間で100万ドルの広告費を投じた大規模なプロモーションブリッツに支えられた。最初の週は、一部のケーブル加入者がWGPRをはっきりと見ることができないという問題によって損なわれ、チャンネル62の視聴率は、第1日曜日の夜にWGPRのかつての番組より11,000パーセント上昇したが、CBSの視聴率は25パーセント低下した。しかし、CBSによるチャンネル62の必死の買収は、WGPR-TVの既存の番組在庫を犠牲にすることになり、新しいシンジケート番組やネットワーク番組に完全に取って代わられた。1987年に終了した後、チャンネル62の音楽番組として『The Scene』に取って代わった『ザ・ニュー・ダンス・ショー』や『Arab Voice of Detroit』などの番組は、ミシガン州南東部の大規模な中東コミュニティを対象とした長期にわたる土曜日のブロックであり、かつてそれを維持していた宗教番組と同様に、デトロイトの放送波から姿を消した。『Arab Voice』ホストのファイサル・アラボは、土曜日朝、次期CBS経営陣から無料で30分の枠を提供されたが、アラボは広告を売って利益を上げることができなかったため、その申し出を断った。『ザ・ニュー・ダンス・ショー』やR・J・ワトキンスのキー/ワット・プロダクションズ（Key/Wat Productions）によって制作されたその他の番組の場合、多くの人がチャンネル68の新しい低出力放送局に移動し、翌年にはワトキンスが新たに買収したWHPR -FM（88.1）と一緒に運営していた。
しかし、CBSの売却申請は一部の反対に遭い、WGPRを黒人所有のままにしようと試みた。1986年に拒否されたジョエル・ファーガソンは、ビングとゼネラル・モーターズの重役であるロイ・ロバーツと力を合わせて、黒人所有のCBS提携局としての運営を提案した。ファーガソンは、メイソンズが2,400万ドルのCBS入札を行う62週間前に、チャンネルに3,100万ドルを提供したと主張したが、マシューズは、「CBSが私たちに来た時、他に誰も並んでいなかった」と言って、そのような申し出はなかったと主張した。スペクトラム・デトロイト（Spectrum Detroit）として知られるファーガソンのグループは、後に黒人コミュニティの他のビジネス及び宗教指導者を含むように拡大し、ある牧師はWGPRを「神聖な財産」と呼んだ。同年12月、スペクトラム・デトロイトグループはその提案を、WGPR-TVのCBSへの売却に対する異議申し立てに変更した。下院議員のジョン・コニャーズは、FCCに売却を拒否するよう圧力をかけることを約束し、チャンネル62が黒人所有のままであれば、既存の黒人中心の番組を維持できると信じていた。ミシガン州トロイ出身のウクライナ系アメリカ人男性は、『60ミニッツ』はWGPR-TVではなくCBSニュースによって制作されたにもかかわらず、『60ミニッツ』に関する報道は歪曲され、不正確であると主張して異議を申し立てた。CBSの明らかな自暴自棄を風刺的に嘲笑する中で、「デトロイトニュース」コラムニストのジョン・ペッパー（Jon Pepper）は冗談めかして、ジョエル・ファーガソンのグループがまだWGPRを購入するチャンスがあると予測し、その結果、CBSは同州プリマスの地下にあるアマチュア無線ユニットを4,000万ドルで購入することを余儀なくされた。
当初想定されていたWGPR-TVの終焉は、目的を持って開始されたものの、最終的に配信に失敗した放送局の終わりを示したことで注目された。「ミシガン・クロニクル」に書いているアドルフ・モンゴは、こう尋ねた。
どうしたのか?デトロイト大都市圏の黒人にとって潜在的に優れた乗り物が、どのようにしてメディアコミュニティの多くのジョークのケツに変わったのだろうか?番組編成は冗談だった。技術的な問題は日常的に発生していた。ニュース部門は廃止され、従業員は大規模農園で働く現場労働者よりも酷い扱いを受けた。これら全ての問題にもかかわらず、その放送局がデトロイト市民の誇りとなるまでには、ほぼ20年かかった。しかし、それは決して起こらなかった。
What happened? How did a potentially great vehicle for Black people in the Detroit metropolitan area turn into the butt of many jokes in the media community? Programming was a joke. Technical problems were an everyday occurrence. The news department was eliminated and employees were treated worse than field hands working on a big plantation. Despite all those problems, the station had almost 20 years to become a sense of pride for the citizens of Detroit. Yet it never happened.

### WGPR-TVの遺産
WGPRが約束された可能性を真に実現することはなかったが、WGPR-TVは多くの新進のキャリアにとって必要な出発点と見なされてきた。アミール・マクプソン、シャロン・クルーズ、パット・ハーヴェイ、ショーン・ロビンソン、及び現在のESPNエグゼクティブであるデイビッド・ロバーツ（David Roberts）は、チャンネル62でキャリアをスタートさせた後、他の場所でより大きな名声を得た。アイビー・バンクスは「ドクター・バンクスは誰も引き留めたくなかった。彼は、彼らが他の場所でより良い給料を得ることができることを知っていた」と述べている。WGPR-TVの元プログラムディレクターのジョー・スペンサーも同意見で、「彼らはここに来て、最初の1年か2年を身につけ、カメラの操作方法を学び、カメラの前で演技し、テレビに書いた。その後、他の放送局がそれらをかみ取った」と述べている。

CBSがチャンネル62を買収したことは、FCCの政策変更の前兆となり、特に、少数株主の所有を奨励する税制優遇プログラムの廃止と、所有権の上限を撤廃及び緩和した1996年電気通信法が注目された。1994年には19のテレビ局がアフリカ系アメリカ人によって所有されていたが、2016年には2局に減少したが、2017年には12局に戻り、4人の異なる所有者がこれらの12局を所有していた。デトロイト出身のバイロン・アレンは、現在30のテレビ局を所有または運営しており、2019年から2021年の間に購入したエンターテインメント・スタジオズの所有物を介して、大部分ははるかに大規模な合併や買収による売却の結果として得られた。「ワシントン・ポスト」寄稿者のクリスタル・ブレント・ズークは、FCCがメディア統合と歴史的差別の二重の重荷を負っている現在及び将来のマイノリティ所有者を助けるための代替戦略を考え出していないことを批判した。
WGPRの歴史における地位は、組織や元従業員によって維持されてきた。マクプソン、スペンサー、元ニュースディレクターのカレン・ハドソン＝サミュエルズ、『The Scene』ホストのナット・モリス、元カメラマン/ディレクターのブルース・ハーパーは、2011年の非公式な再会の際にWGPR-TV歴史協会（WGPR-TV Historical Society）を共同設立し、サミュエルズがエグゼクティブディレクターを務め、スペンサーがスポークスマンを務めた。このグループは、まだメイソンの所有下にあるWGPR-FMの本拠地として残っている旧スタジオに、テレビ局のための博物館を作る計画を立てた。スペンサーはWGPRを「多くの点で先駆者」と呼び、同局最初のインターンの1人でもあったサミュエルズは、この取り組みについて「私たちが話をしなければ、誰が話すのか?」と述べていた。

2016年、デトロイト歴史博物館は、テレビ局とラジオ局の両方からの成果物を使用して WGPR-TVの歴史を詳述する一時的な展示を開いた。WGPR-TVの創設者にちなんで名付けられたウィリアム・V・バンクス放送博物館（William V. Banks Broadcast Museum）は、2017年1月16日のキング牧師記念日に一般公開された。建物自体は、2021年に国家歴史登録財に登録され、黒人歴史月間の開始である同年2月1日に発表された。NRHP銘板は、2016年に公開されたミシガン歴史センター（Michigan History Center）の歴史的マーカーの上の建物の正面玄関に貼付された。スタジオが国家登録簿に記載された直後の2021年2月9日にカレン・ハドソン＝サミュエルズが亡くなった時、その成果は8日後に陰鬱になった。サミュエルズは、デトロイトの黒人の歴史の多くを保存するために働いた先駆的なジャーナリスト及びメンターとして記憶されていた。2022年9月9日に、デイビッド・ロバーツのプロテジェであるESPNパーソナリティのスティーブン・A・スミスは、博物館から『ファースト・テイク』の共同ホストを務めた。ロバーツはスミスの訪問について、「それは、自分がどこから始まったかを決して忘れないことの重要性を強調している。（スペンサー）は1978年に私を雇った人物だから、自分がどこから来たのかを決して忘れないようにできることを確実にするのが私の責任だ」と述べた。
『The Scene』の300のエピソードが、1995年1月からデトロイト地域のケーブルアクセステレビを通じて『ザ・ニュー・ダンス・ショー』の再放送と共に再放送された。ナット・モリスは長年にわたって『The Scene』の遺産を受け入れて公の場に頻繁に出演しており、2017年の1回のキャストの再会は故意に彼の70歳の誕生日に当たり、「私は2つのパーティーを開きたくなかった」と冗談を言った。モリスを司会者として、デトロイト文化センターの2021ディレクトリシティ（2021 Dlectricity）フェスティバルで、『The Scene』と『ザ・ニュー・ダンス・ショー』の両方のダンサーの再会が行われた。モリスは、『The Scene』がコミュニティに与えた永続的な影響に注目して、「私たちはデトロイトの時代を捉えた...私たちは最高の状態で捉えられた」と述べた。
2021年、ダニー・ブラウンが率いるデトロイトのヒップホップ・コレクティブであるブルーザー・ブリゲード（Bruiser Brigade）は、WGPRを直接参照した「TV62」というタイトルのアルバムをリリースし、カバーには放送局の歴史的な蝶のロゴがフィーチャーされた。「ペースト」誌のジェイド・ゴメス（Jade Gomez）は、アルバムが「テレビのチャンネルをめくるように感じ」、聴衆を「彼ら自身の遊び心のあるパブリックアクセスショーに没頭させる」と述べた。

## WWJ-TV

### 新しい名称、新しい力、しかしニュース無し

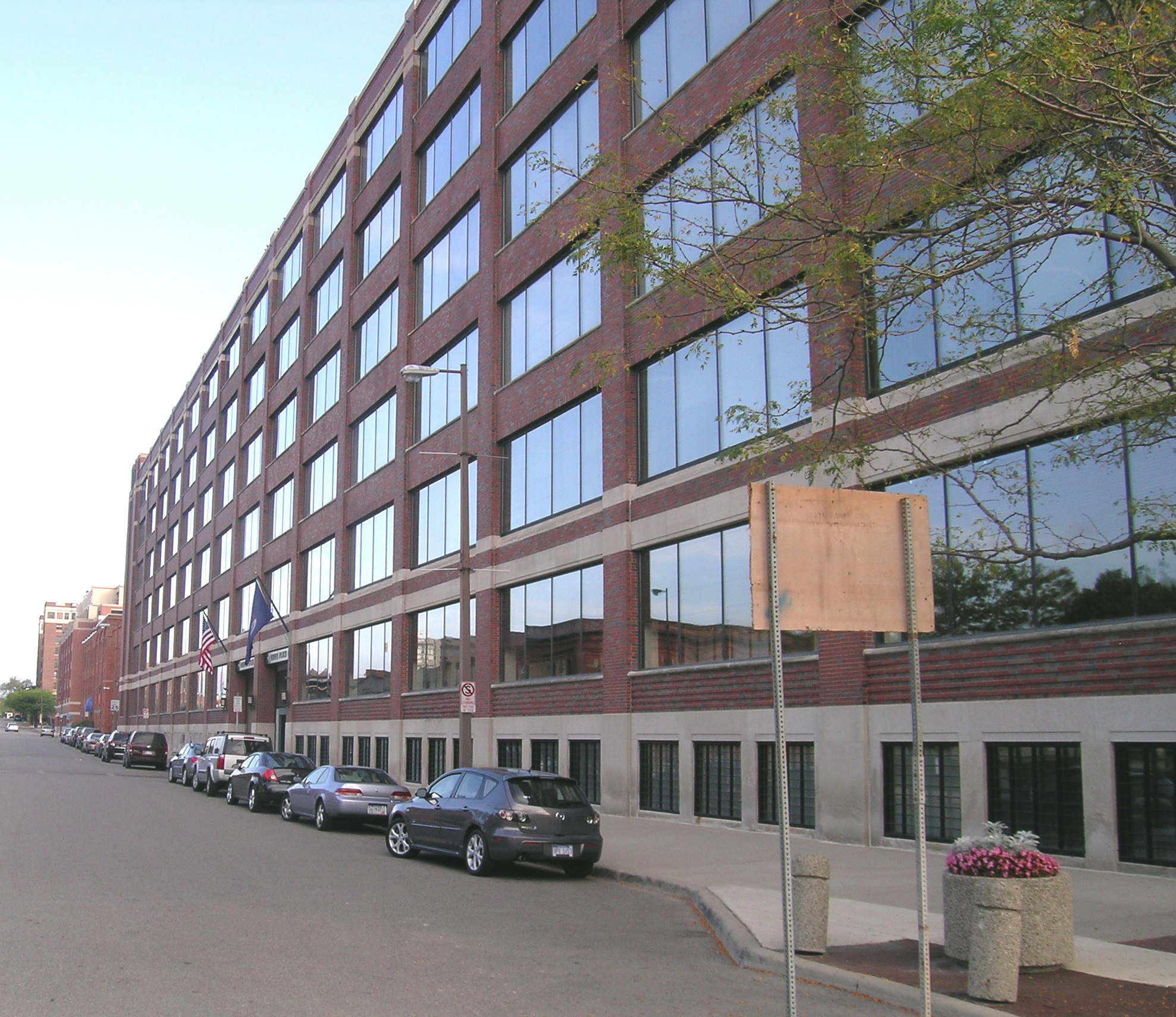
CBSはチャンネル62の運営をリバー・プレイス開発のオフィスビルに移した。

売却に対して異議が申し立てられたにもかかわらず、CBSはチャンネル62をCBSが所有・運営する放送局として刷新することを約束し、同ネットワーク副社長のジェイ・ニューマン（Jay Newman）を任命して立ち上げを支援した。このネットワークの100万ドルのプロモーションブリッツは、WGPR-TVを「CBS Detroit」と「62 CBS」にブランド変更し、コールサインを完全に軽視することを中心に行われた。キャンペーンには、『TVキャスター マーフィー・ブラウン』のスター、キャンディス・バーゲンを含むCBSのパーソナリティが含まれており、チャンネルの高い位置をからかっており、バーゲンはある広告で「I'm thinking of a really big number.（私は本当に大きな数を考えている）」と述べている。CBSのエグゼクティブバイスプレジデントであるジョージ・シュバイツァー（George Schweitzer）は、このキャンペーンについて、「私たちは、多数を占めるという潜在的な不利な点を取り上げ、それを違いのポイントに変えた」と述べた。ジョー・スペンサーは、この移行中もプログラムディレクターとして留まり、CBSアウトレットとして新しいスケジュールを設定する任務を負った。WGPR-TVは3年近くニュースの存在がなかったので、夕方の時間帯には『CBSイブニングニュース』への導入として『ジェーン・ホイットニー・ショー』と『ア・カレント・アフェアー』が含まれていたが、『レイト・ショー・ウィズ・デイヴィッド・レターマン』にはネットワーク時間枠が23:35であるのに対し、開始時間は23:00である。CBSニュース副社長のアンドリュー・ヘイワードを含むネットワークの重役は、『CBSイブニングニュース』を特に懸念しており、『ワールドニュース・トゥナイト』や『NBCナイトリーニュース』に対してローカルでの視聴率に苦戦しており、ローカルでのリードインが全くなかった。
業界アナリストは、チャンネル62の購入と刷新が、CBSの最悪のシナリオがデトロイトの最良のシナリオであると感じた。W・B・ドナー&カンパニーの重役であるハーヴェイ・ラビノウィッツ（Harvey Rabinowitz）は、CBSで、真新しいテレビ局を構築するために数百万ドルを投資する必要があることに勇気づけられた。CBSは、チャンネル62を一時的なオフィススペースとしてストローズ・リバー・プレイスに移動するためのリースに署名したが、既存のWGPR-TVスタッフの多くは維持され、技術職のために再訓練された。このため、WGPRは、1995年1月31日のタウンホールミーティング『Detroit: Making It Happen』にWTVSのスタジオ設備を使用する必要があり、元WXYZ-TVアンカーマンのビル・ボンズがモデレーターを務めた。ボンズの存在は、翌日WJBK-TVと契約を結んだため、フリーランサーとしてだった。ニューマンは、所属変更前に、WGPR-TVのCBS放送局としての刷新は、「主要な市場では間違いなく史上最速の立ち上げ事業になるかもしれない」と認めていた。問題を複雑にしたのは、特定のネットワーク番組がどこに移動するかについての視聴者の混乱だった。匿名の『ザ・ヤング・アンド・ザ・レストレス』ファンは「フリー・プレス」に、「GEはチャンネル62を取得するテレビラジオを作っているのだろうか」と語り、仕事中にテレビラジオで番組をフォローした。実際のところ、切り替えの週からの最初のニールセンの視聴率は、CBSのメロドラマと『レイト・ショー』がチャンネル62で競争力を維持していることを示していたが、『イブニングニュース』の視聴率は急激に低下した。

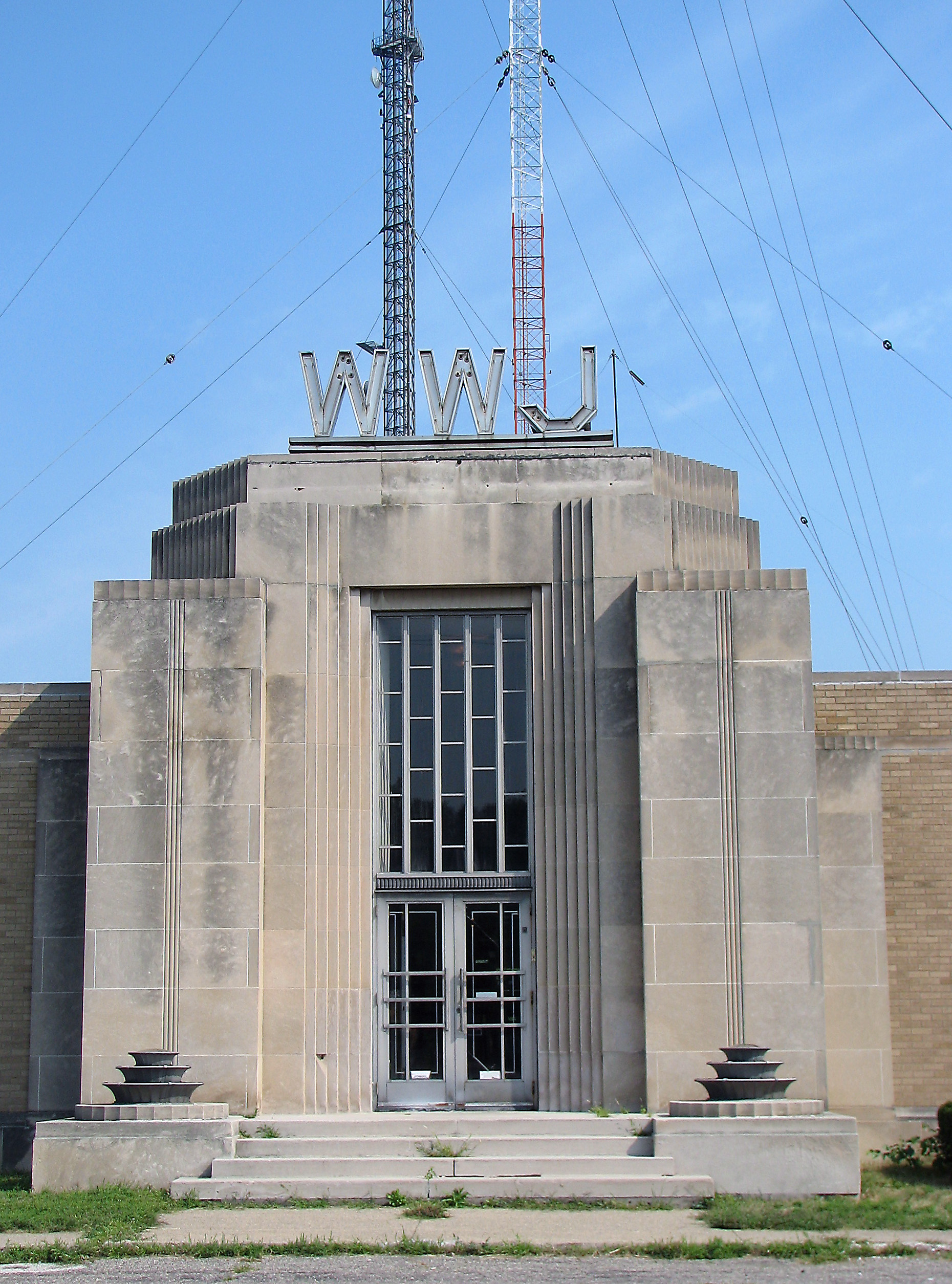
WWJ-TVの現在の放送塔は、WWJラジオのかつてのスタジオ（写真）と交換された送信機用地も収容していた土地に建設された。

1995年7月24日、FCCは2つの反対意見を否定し、WGPR-TVのCBSへの売却を承認し、1988年からCBSが所有していた2つのデトロイトラジオ局WWJ（950AM）とWYST（97.1FM）を保持する権利を放棄した。異議を否定するにあたり、委員会は、ローカルマーケティング契約の条件が、ジョージ・マシューズが2年間、チャンネル62の番組編成、財務、人員配置を引き続き管理していることを示していることを認識し、所属の切り替えを少数派が管理するライセンス所有者が同意したものと見なし、売却を「公共の利益のため」と見なした。同ネットワークは、これまでの一時的なリバー・プレイスオフィスを拡張し、コールレターをAM姉妹局を模倣して「WWJ-TV」に変更することをすぐに発表した。これらの変更は、1995年9月20日に売却が完了すると発生し、初代WWJ-TV（チャンネル4）が売却された後、1978年7月22日にWDIV-TVになって以来、初めてWWJコールがテレビのダイヤルに戻された。ジェイ・ニューマンは正式にチャンネル62のゼネラルマネージャーに任命され、CBSのテレビとラジオのプロパティを収容する新しい施設を建設することを求めたが、「家を買うようなものだ。すぐに実現するわけではない」と言って、スケジュールを明らかにすることを拒否した。

CBS放送局の計画と調査を担当するエグゼクティブバイスプレジデントのデイビッド・ポルトラック（David Poltrack）は、デトロイトを国内で「私たちにとって最も厳しい状況」と呼び、CBSの視聴率は前年比で46%低下したなど、CBSは、WWJ-TVの競争力を高めるために多くの課題に直面した。1995年から1996年のテレビシーズンの最初の週に、CBSの視聴率はWJBK-TVでの1994年から1995年のシーズンの最初の週に比べて半分に落ちた。物理的なプラントは、必要な最大の改善の1つであり、チャンネル62は、市場全体のネットワーク提携になったため、信号が不十分だった。1997年、CBSは、ロイヤル・オーク・タウンシップのかつてのWGPR-TV施設を置き換えるものとして、オークパークの1,087-フート (331 m)のマストから最大500万ワットのUHFで放送する新しい送信施設を建設することを承認された。1,000万ドルの施設が1999年7月1日に稼働し、WWJがデジタルテレビ放送を開始できるようになり、タワーは、CBSのFMラジオ局の一部や、WTVSの初代デジタル送信所でも使用される。
1995年10月、CBSはWWJ-TVのニュース部門を設立し、ケンタッキー州ルイビルのWLKYからスティーブ・サバト（Steve Sabato）をニュースディレクターとして雇ったと発表した。同年4月、CBSは、デトロイトに特派員が1人しかいないことを痛感していた。オクラホマシティの爆破事件を調査している連邦捜査官が、サニラック郡のデトロイトの北にあるデッカーにある農家を家宅捜索した時、CBSは特別リポートで割り込んだ最後のネットワークだった。ABC、NBC、CNNがデトロイトの提携局のリソースを使用して提供できた報道と比較して、CBSニュースにはWNEM-TVのリポーターが1人生電話で生放送されたが、写真はなかった。WWJ-TVはまた、WWJラジオを利用して、CBS/グループWのニュースマガジン『デイ・アンド・デイト』の放送のカットインを制作した。ジェイ・ニューマンは、CBSが1989年にマイアミのWCIX-TV（ニュースのプレゼンスが最小限の元FOX提携局）を管理するために彼を任命した時、スタートアップのニュース事業に慣れており、ニューマンは、WWJ-TVが、確立された競争の中で際立っているが、「優れたジャーナリズムに基づいた」ニュース配信の代替方法を検討すべきであると提案した。しかし、1996年の初めまでに、サバトはルイビルに戻り、チャンネル62のニュース計画は保留された。1990年代後半、WWJの主要なローカル番組は、1997年にデビューした、元WDIVアンカーでリポーターのリッチ・メイク（Rich Mayk）がホストを務める30分間の週刊ニュースマガジン『イン・デプス・デトロイト（In Depth Detroit）』だった。また、他のニューススペシャルや生放送の公開討論番組を散発的に提供したが、ニューマンは、ネットワークが他の選択肢を検討し続けたにもかかわらず、WWJ-TVがまだニュース事業を開始できていないことを認めた。

### CBSとバイアコムの合併と「62 CBS News」
1999年、WKBDの所有者であるバイアコムがCBSを買収した。多くの市場では、この組み合わせにより、確立されたCBS放送局とUPNアウトレットとの間に新たに許可された複占が作成された。しかし、デトロイトでは、より大きく、機能的なローカルニュース部門を持っていたのは、UPN放送局であるWKBDだった。WWJ-TVが独自のニュースサービスを立ち上げることができなかったのは、初期費用が100万ドルと見積もられていたが、負担が大きすぎると考えられていたが、「デトロイト・フリー・プレス」コラムニストのジョン・スミンテック（John Smyntek）は、事実上「CBS中継送信所」になったとしてWWJを批判した。バイアコムとの契約前から、WKBDがチャンネル62のローカルニュースを制作する可能性が調査されており、チャンネル50からのWWJ-TVのニュース放送の本格的なリハーサルが行われていた。WWJ-TVは、ローカルニュース放送の代わりにシンジケート番組を放映することでかなり多くの収益を上げたが、これらの番組の購入費用が高くなり始めたため、ローカルニュースの料金が安くなった。
バイアコムはWKBDのゼネラルマネージャーであるマイク・ダンロップ（Mike Dunlop）を両方の放送局の責任者に任命したが、当初は財務スタッフと技術スタッフのみが統合されていた。2001年2月、WKBDがWWJ-TVの23:00のニュース番組を制作し、同年4月2日からチャンネル50の既存の『Ten O'Clock News』の出演者を起用することが発表された。移動が行われた理由は2つある。かつて23:00に放送されていた『となりのサインフェルド』の収益性の高いシンジケート化の権利をWJBK-TVに失いつつあり、ニュース放送だけが指揮できる視聴率と広告主がいた。ただし、1994年の所属切り替え直後の22:00の視聴率でWJBKが追い抜いたため、既にデトロイトで最も視聴されていないローカルニュース番組を放映していた WKBD-TVのリソースに基づいて構築された。CBSは、WWJ-TVで同時に開始される17:00または18:00のいずれかのニュース放送を望んでいたが、ダンロップは、「最初は3つよりも2つのニュース放送に立ち向かうほうがよい」と言って、それを拒否した。
新しいWWJ-TVのニュース番組は、視聴者に「今夜のローカルニュースを要点を絞って」伝えることを約束した。「デトロイトニュース」の中で、ニール・ルービンはWWJのアプローチを「知性障害者のためのクローズドキャプション」であり、「ストレートな事実」や「要点をストレートに」という表現を使いすぎていると嘲笑した。それは視聴率の印象を与えることができず、ゼネラルマネージャーのマイク・ダンロップとバイアコムは8月に離別した。2002年2月、アミール・マクプソンと共同アンカーのリッチ・フィッシャーはWWJ-TVの23:00のニュース放送のみに移動され、WKBDは若い視聴者を対象としたプレゼンテーションに移行できるようになった。チャンネル62のニュース番組は、「62 CBS Eyewitness News」としても知られるようになった。変更にもかかわらず、トム・ロング（Tom Long）は『The News』で、WKBDとWWJのニュース放送は類似しているため、「クローンの攻撃」と呼ぶことができると書いている。
しかし、低い視聴率は努力を運命づけた。2002年9月、バイアコムがWKBD-WWJニュース事業（バイアコムがパラマウントから継承し、現在も運営されている最後のニュースルーム）を廃止しようとしているという噂が表面化した。その後、バイアコムはWXYZ-TVと契約して、チャンネル50で22:00のニュース番組を放送し、チャンネル62では『HEY!レイモンド』を23:00に再放送した。2002年12月3日にWWJ-TVの最後のフルニュース放送が放映された。

### "First Forecast"
2008年1月、「WWJ-TV」に改称し、それまで使用していた「CBS Detroit」というニックネームを削除し、『ジ・アーリー・ショー』と23:00に『First Forecast』というタイトルのローカル天気予報を再導入した。同年、テレビ局はデトロイト・ライオンズと3年間の契約を結び、WKBDで放送されていたシーズン前の試合とシーズン中のコーチの番組を放送した。2009年には、新しい2時間の朝の生放送番組『First Forecast Mornings』で天気予報が拡大された。この番組のニュースのヘッドラインは、「デトロイト・フリー・プレス」とのパートナーシップを通じて提供された。2011年からは、後にWXYZ-TVとNews 12 New Jerseyのシマ・チョードリーが番組のニュースアンカーを務めた。『First Forecast Mornings』は2012年12月28日に終了し、『CBSモーニングニュース』と『ドクター・フィル』の再放送に置き換えられ、WWJ-TVが発行した声明には、「WWJは、意味のあるローカル番組編成に引き続き取り組んでいる」と書かれている。WWJのローカル出力は、『CBSディス・モーニング』/『CBSモーニングス』中の「Eye on Detroit」特集コーナー、日曜朝の広報番組『Michigan Matters（ミシガン・マターズ）』、及び前述の「First Forecast」23:00の更新で構成される。
2017年、CBSラジオは、WWJラジオをWWJ-TVから切り離したエンターコムとの合併に合意した。販売の性質上、CBSは「WWJ」の商標権を保持し、長期ライセンス契約に基づいてラジオ局で使用するためにエンターコム（現：オーダシー株式会社）にリースバックされた。

### 「CBS News Detroit」
2021年12月14日、WWJ-TV/WKBDの親会社であるバイアコムCBS（パラマウント・グローバルに改称）は、2022年夏の終わりか初秋に開始される予定だったデトロイトで本格的なニュースサービス「CBS News Detroit」を開始すると発表した。この発表は、CBSニュースが自社のオーバー・ザ・トップ・メディアサービスのCBSNをブランド変更し、所有・運営する放送局グループ全体でCBSNのローカライズ版をそれぞれCBSニュースストリーミングネットワーク及び「CBS News Local」として再ブランド化するという計画の事前発表に続くものである。WWJ-TV/WKBD副社長兼ゼネラルマネージャーのブライアン・ワトソン（Brian Watson）は、CBSニュース・アンド・ステーションズ共同社長のウェンディ・マクマホン（Wendy McMahon）にニュースサービスの設立について打診し、マクマホンは後に彼女の最初の反応を「…『こんなことは決して起こらない。今までは』と思った」と説明した。ローカルニュース放送は、2020年にWKBDに復元され、テキサス州フォートワースのKTVTから制作され、CBSNのローカライズされたプラットフォームの展開が成功した後に開始された。
アメリカの放送テレビ局としてはユニークな「CBS News Detroit」は、週に137時間のオンラインストリーミングニュースを制作し、そのうち40時間はWWJ-TVで主要な時間帯にサイマル放送される。特派員は、ランシングの州議会議事堂のリポーターを含む、コミュニティによって組織されたビートに割り当てられ、14人のリポーターはそれぞれ、モバイル編集システムを備えたフォード・ブロンコを所有しており、サウスフィールドスタジオに行かなくてもリポートを作成できる。持ち上げられたフォード・F-150は移動式気象トラックとして機能する。ニュースセットとしても機能するニュースルームは、工業デザインになっている。経営陣は、WWJ-TVがその逆ではなくストリーミングサービスをサイマル放送することを強調しており、時間制限のない長いリポートと、より会話的なトーンのニュース放送を可能にする。
2022年1月、1988年からWKBDの従業員であり、2017年からWKBDとWWJ-TVのローカル制作及び地域社会問題のディレクターを務めるポール・ピトロワニー（Paul Pytlowany）が創設ニュースディレクターに任命された。2022年7月11日に発表された放送中の出演者の最初の一連の雇用には、アミール・マクプソンの娘（アミールという名前もある）が地域社会的影響のエグゼクティブプロデューサーとして含まれており、WWJ-TVは彼女が「母親の足跡をたどっている」と主張している。ベテランブロードキャスターのロニー・ダンカン（Ronnie Duncan）は、WWJの主力スポーツアンカーとして指名され、『CBSウィークエンドニュース』のアンカーでありネットワーク特派員のジェリカ・ダンカンの父である。
2022年9月1日、WWJ-TVは「CBS News  Detroit」の開始を見越して、「CBS 62」から「CBS Detroit」にブランド変更された。WKBDのニュース放送も同年7月に、「CBS News Detroit」コンテンツを含む全国/地方のハイブリッドニュース放送である『Detroit Now News』として刷新された。同年末までに、サプライチェーンと新型コロナウイルス感染症（COVID-19）のパンデミックによる遅延により、開始計画が変更された。2023年1月23日 に18:00と23:00の平日のニュース放送が開始され、同年上半期には朝、昼、午後の時間帯に追加のローカルニュースが続く。特に、この遅延は、2022年11月の州選挙に向けた準備期間中の新しいニュース番組で、WWJが政治広告を販売する機会を逃したことを意味していた。2023年3月にデビューする予定だったこの朝のニュース番組は、同年2月20日の早朝に初放送され、ミシガン州立大学での銃撃事件を報道した。

## ローカル番組
WWJ-TVは、「CBS News Detroit」からのニュース放送のサイマル放送に加えて、デトロイト都市圏に関連する問題に焦点を当てたパネルディスカッション番組『ミシガン・マターズ（Michigan Matters）』を制作している。日曜日朝に放映され、「デトロイト・フリー・プレス」コラムニストのキャロル・ケイン（Carol Cain）がホストを務める。パネリストには、デニス・イリッチとL・ブルックス・パターソンが含まれている。

## 技術情報

### サブチャンネル
デジタル信号は多重化されている。
| チャンネル | 解像度 | アスペクト比 | ショートネーム | 番組編成             |
| ---------- | ------ | ------------ | -------------- | -------------------- |
| 62.1       | 1080i  | 16:9         | WWJ-HD         | メインWWJ-TV番組/CBS |
| 62.2       | 480i   | 16:9         | StartTV        | スタートTV           |
| 62.3       | 480i   | 16:9         | DABL           | Dabl                 |
| 62.4       | 480i   | 16:9         | FAVE TV        | フェイブTV           |

WWJ-TVは、1999年にオークパークタワーがサービスを開始した直後に、UHFチャンネル44でデジタル信号の放送を開始した。チャンネル62のアナログ放送は、デジタルテレビへの移行の一環として、2009年6月12日に終了した。
2020年、WMYDがデトロイト市場で提供するATSC 3.0（Next Gen TV）の立ち上げに参加する5つのデトロイト放送局の1つがWWJになった。

## ドキュメンタリー
- Henderson, Stephen (8 January 2017). WGPR-TV Museum | American Black Journal Clip (ep. 4514) (Television production). Detroit, Michigan: WTVS（英語版）. 2022年2月2日時点のオリジナルよりアーカイブ。2022年2月2日閲覧。
- Henderson, Stephen (7 January 2018). WGPR-TV Museum | American Black Journal Clip (ep. 4609) (Television production). Detroit, Michigan: WTVS（英語版）. 2022年2月2日時点のオリジナルよりアーカイブ。2022年2月2日閲覧。
- Henderson, Stephen (5 February 2018). WGPR | American Black Journal Clip (Television production). Detroit, Michigan: WTVS（英語版）. 2022年2月2日時点のオリジナルよりアーカイブ。2022年2月2日閲覧。
- Henderson, Stephen (19 February 2021). WGPR-TV | American Black Journal Clip (ep. 4908) (Television production). Detroit, Michigan: WTVS（英語版）. 2022年2月2日時点のオリジナルよりアーカイブ。2022年2月2日閲覧。
- Kalinski, Pete (29 September 2015). Digging Detroit: Episode 12 - WGPR TV's 40th Anniversary (YouTube) (English). Kevin Walsh; Thomas J. Reed, Jr. Detroit, Michigan: Digging Detroit Productions. 2022年2月2日時点のオリジナルよりアーカイブ。2022年2月2日閲覧。
- Moore, Larry (5 April 2017). WGPR Broadcast Museum Show (Television production). Detroit, Michigan: We Luv Detroit/WMYD（英語版）. 2022年2月2日時点のオリジナルよりアーカイブ。2022年2月2日閲覧。
- Visit at the WGPR Museum TV & Radio Station! (YouTube). Fantabulous30. 11 September 2021. 2022年2月2日時点のオリジナルよりアーカイブ。2022年2月2日閲覧。
- A Little History About Black Broadcast Television Production in Detroit, Michigan, USA (YouTube). MacSpeaking. 5 February 2018. 2022年2月2日時点のオリジナルよりアーカイブ。2022年2月2日閲覧。
- WGPR Museum Special (YouTube). SteelHeartMedia. 2 February 2017. 2022年2月2日時点のオリジナルよりアーカイブ。2022年2月2日閲覧。